# Gabrielle Gonzaga
Gabrielle Limeira Gonzaga (ur. 19 marca 2001) – brazylijska judoczka.
Startowała w Pucharze Świata w 2020 i 2023. Złota medalistka igrzysk Ameryki Południowej w 2022 i brązowa w 2018 roku.